# Archibald McAllister

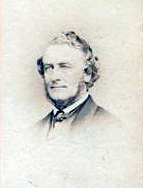
Archibald McAllister

Archibald McAllister (* 12. Oktober 1813 in Fort Hunter, Dauphin County, Pennsylvania; † 18. Juli 1883 in Royer, Pennsylvania) war ein US-amerikanischer Politiker. Zwischen 1863 und 1865 vertrat er den Bundesstaat Pennsylvania im US-Repräsentantenhaus.

## Werdegang
Archibald McAllister war der Enkel des Kongressabgeordneten John A. Hanna (1762–1805). Er besuchte die öffentlichen Schulen seiner Heimat und danach das Dickinson College in Carlisle. Seit 1842 lebte er im Blair County, wo er in der Eisenverhüttung tätig wurde. Politisch wurde er Mitglied der Demokratischen Partei.
Bei den Kongresswahlen des Jahres 1862 wurde McAllister im 17. Wahlbezirk von Pennsylvania in das US-Repräsentantenhaus in Washington, D.C. gewählt, wo er am 4. März 1863 die Nachfolge des Republikaners Edward McPherson antrat. Da er im Jahr 1864 auf eine erneute Kandidatur verzichtete, konnte er bis zum 3. März 1865 nur eine Legislaturperiode im Kongress absolvieren. Diese war von den Ereignissen des Bürgerkrieges geprägt. Während dieser Zeit unterstützte McAllister die Ausarbeitung des 13. Verfassungszusatzes, der dann nach dem Ende seiner Legislaturperiode im Jahr 1865 in Kraft trat. Mit diesem Verfassungszusatz wurde die Sklaverei in den Vereinigten Staaten verboten.
Nach dem Ende seiner Zeit im US-Repräsentantenhaus arbeitete Archibald McAllister wieder in der Eisenindustrie. Er starb am 18. Juli 1883 in Royer, wo er auch beigesetzt wurde.